# Incoterms
Els Incoterms són regles internacionals acceptades per tots els governs i per totes les parts involucrades en el transport internacional de mercaderies. Regulen les qüestions més comunes usades en el comerç internacional pel que fa al lliurament de mercaderies (transport, assegurança, tràmits duaners, càrrega i descàrrega, etc.) i tenen com a objectiu establir criteris definits sobre la distribució de les despeses i la transmissió dels riscos entre dues parts, compradora i venedora, en un contracte de compravenda internacional.

## Antecedents
Fins a l'any 1920, les entitats de comerç internacional havien desenvolupat una sèrie de termes comercials amb l'objectiu de descriure els drets i les responsabilitats dels comerciants en relació amb la venda i el transport de mercaderies. Aquests termes comercials consistien en unes abreviacions per reflectir les diferents disposicions contractuals. Lamentablement, no hi va haver una interpretació uniforme d'aquestes denominacions als diferents països, i en conseqüència, es van començar a produir malentesos en les transaccions internacionals.

## La necessitat d'una normativa internacional uniforme
Per tal de millorar aquest aspecte del comerç internacional, la Cambra de Comerç Internacional a París va desenvolupar els INCOTERMS o INternational COmmerce TERMS, una sèrie de normes uniformes per a la correcta interpretació dels termes de comerç internacional, amb definició dels costos, riscos i obligacions dels compradors i els venedors en les transaccions internacionals, especialment pel que fa al transport i lliurament de la mercaderia. Publicades per primera vegada l'any 1936, aquestes normes han estat revisades periòdicament en funció dels canvis que s'han produït en les modalitats de transport i de lliurament de documents. Els Incoterms concreten les qüestions relacionades amb el lliurament de mercaderies al comprador per part del venedor. Això inclou el transport, les responsabilitats duaneres d'importació i exportació, qui paga què, i de qui és la responsabilitat sobre de la mercaderia en els diferents estadis durant el transport. Els Incoterms es fan servir sempre acompanyats del nom del lloc geogràfic (per exemple EXW Girona, CIF Buenos Aires).
La versió vigent és la dels Incoterms 2020.

## La Cambra de Comerç Internacional
La Cambra de Comerç Internacional (CCI) és l'organisme responsable de la revisió i publicació dels Incoterms. La CCI és un organisme no governamental al servei del comerç mundial. Grups empresarials i econòmics amb interessos internacionals de més de 130 països en són membres. A més de 60 d'aquests països, hi ha Comitès nacionals que coordinen les activitats de la CCI als respectius territoris.
La CCI, segons manifesta la pròpia organització, representa la comunitat mundial d'empreses a nivell nacional i internacional, promou els intercanvis i les inversions mundials sobre la base d'una competència lliure i lleial, harmonitza les pràctiques comercials, proposa directrius als importadors i exportadors i aporta al món del comerç una sèrie de serveis i propostes de caràcter pràctic.
La CCI elabora les Regles i Usos Uniformes relatius als crèdits documentaris (RUU 500 o UCP 500), que els bancs i les empreses apliquen per finançar i per dur a terme milers de transaccions comercials internacionals cada any. Dins d'aquestes regles, hi trobem descrits els Incoterms. El text anglès original es considera la versió oficial dels Incoterms 2000, aprovada per la Comissió de les Nacions Unides per al dret comercial internacional (CNUDCI, UNCITRAL en anglès).

## Els 11 Incoterms 2020

### Normes per a qualsevol tipus de transport
- EXW (Ex Works) El comprador suporta totes les despeses i riscos relacionats amb portar la mercaderia des del domicili del venedor cap al destí desitjat. Aquest terme representa la mínima obligació per al venedor. Es pot utilitzar en tots els modes de transport.
- FCA (Free Carrier) L'obligació del venedor és lliurar la mercaderia, despatxada per a l'exportació, a càrrec del transportista nomenat pel comprador en el lloc convingut o punt. Si no hi ha cap punt exacte està indicat pel comprador, el venedor pot escollir dins el lloc o zona estipulada en què el transportista procedirà a la recepció al seu càrrec. Quan l'ajuda del venedor cal per fer el contracte amb el transportista el venedor podrà actuar a risc dels compradors i les despeses. Aquest terme es pot utilitzar en tots els modes de transport.
- CPT (Carriage Paid To) El venedor es fa càrrec de tots els costos, inclòs el transport inicial fins que la mercaderia arribi al punt convingut del país de destí. Tot i això, el risc es transfereix al comprador en el moment que la mercaderia passi a mans del transportista del país de destí. Aquest terme exigeix que el venedor despatxi la mercaderia per a l'exportació i es pot utilitzar en tots els modes de transport.
- CIP (Carriage and Insurance Paid To) El venedor té les mateixes obligacions que sota CPT, però té la responsabilitat d'obtenir una assegurança contra el risc del comprador de pèrdua o dany de la mercaderia durant el transport. El venedor té l'obligació de despatxar les mercaderies per a l'exportació però només està obligat a aconseguir una assegurança de cobertura mínima. Aquest terme exigeix que el venedor despatxi la mercaderia per a l'exportació i es pot utilitzar en tots els modes de transport.
- DPU (Delivered At Place Unloaded) Aquest Incoterm exigeix que el venedor lliuri la mercaderia, descarregada, al lloc de destinació indicat. El venedor cobreix tots els costos de transport (taxes d'exportació, transport, descàrrega del transportista principal al port de destinació i despeses del port de destinació) i assumeix tots els riscos fins a l'arribada al port o terminal de destinació. La terminal pot ser un port, un aeroport o un intercanviador de mercaderies terrestres, però ha de ser una instal·lació amb capacitat per rebre l'enviament. Si el venedor no pot organitzar la descàrrega, hauria de considerar l'enviament segons els termes DAP. Tots els càrrecs després de la descàrrega (per exemple, els drets d'importació, els impostos, les duanes i el transport) han de ser a càrrec del comprador. No obstant això, és important tenir en compte que qualsevol càrrec per retard o estada al terminal serà generalment per compte del venedor.
- DAP (Delivered At Place) - Pot ser utilitzat per a tots els modes de transport. El venedor lliura la mercaderia quan la posa a disposició del comprador sobre els mitjans de transport utilitzats i llest per a la descàrrega en el lloc de destinació convingut. S'aconsella especificar el més clarament possible el punt en el lloc de destinació convingut. Si el venedor és responsable del despatx de les mercaderies, el pagament d'impostos, etc., s'ha de considerar la possibilitat d'utilitzar el terme DDP. Responsabilitats: Venedor assumeix la responsabilitat i els riscos de lliurar la mercaderia al lloc designat • El venedor és aconsellat per obtenir contractes de transport que coincideixen amb el contracte de compravenda • Venedor té l'obligació de despatxar les mercaderies per a l'exportació • Si el venedor incorre en costos de descàrrega al lloc de destinació, llevat que prèviament van acordar que no tenen dret a recuperar aquests costos • Importador és responsable d'efectuar el despatx de duana i pagar els drets de duana
- DDP (Delivered Duty Paid) El venedor és responsable de lliurar la mercaderia al lloc convingut del país d'importació, incloent tots els costos i riscos de portar la mercaderia a importar destí. Això inclou els drets, impostos i tràmits duaners. Aquest terme pot emprar amb independència del mode de transport.

### Normes de transport marítim i fluvial
- FAS (Free Alongside Ship - port de càrrega convingut) El venedor ha de posar la mercaderia al costat del vaixell al port. El venedor ha de despatxar la mercaderia per a l'exportació. Apte només per al transport marítim, però no per al transport marítim multimodal en contenidors. Aquest terme s'utilitza normalment per a alta capacitat de càrrega o major.

- FOB (Free On Board - port de càrrega convingut) El venedor ha de carregar la mercaderia a bord del vaixell designat pel comprador. El cost i el risc es divideixen quan els béns són a bord del vaixell (aquesta regla és nova). El venedor ha de despatxar la mercaderia per a l'exportació. El terme s'aplica a la navegació marítima i continental només però no per al transport marítim multimodal en contenidors. El comprador ha d'indicar al venedor les dades del vaixell i el port on les mercaderies es pengin, i no hi ha cap referència a, o disposició per l'ús d'un portador o transportista.

- CFR (Cost and Freight) El venedor ha de pagar tots els costos necessaris per portar la mercaderia al port de destinació convingut. El risc de pèrdua o dany es transfereix del venedor al comprador quan la mercaderia sobrepassa la borda del vaixell en el port d'embarcament. El venedor té l'obligació de despatxar les mercaderies per a l'exportació. Aquest terme només s'ha d'utilitzar per a la navegació marítima o interior.
- CIF (Cost, Insurance and freight)  El venedor té les mateixes obligacions que sota CFR però ell també està obligat a proporcionar una assegurança contra el risc de pèrdua o dany de la mercaderia durant el transport. El venedor té l'obligació de despatxar les mercaderies per a l'exportació. Aquest terme només s'ha d'utilitzar per a la navegació marítima o interior.

## Publicacions en català
TERMCAT, Centre de Terminologia. Incoterms (Díptic). [Barcelona]: TERMCAT, Centre de Terminologia: Generalitat de Catalunya. Departament d'Indústria, Comerç i Turisme, DL 2002.